# Hans Heinrich von Heringen
Hans Heinrich von Heringen (* 3. Januar 1697; † 21. Juni 1773 in Dresden) war ein deutscher Jurist, kurfürstlich-sächsischer Kammerherr, Akziserat und zuletzt Geheimer Rat und Generalakzisedirektor sowie Rittergutsbesitzer.

## Leben
Er stammte aus dem thüringischen Adelsgeschlecht von Heringen und war der einzige Sohn des sachsen-weißenfelsischen Oberhofmeisters Hans Ludwig von Heringen (1664–1743), dem Besitzer des Klostergutes in Ottenhausen (1664–1743) und dessen Ehefrau Rahel Sophia geborene von Starschedel († 1750). Als Deputierter des Amtes Weißensee war er von 1722 bis 1749 Mitglied des Sächsischen Landtages: 1722, 1728 und 1731 als Vertreter der Allgemeinen Ritterschaft; 1734, 1737 und 1742 im Weiteren Ausschuß und 1746 bzw. 1749 im Engeren Ausschuß.
1717 promovierte Hans Heinrich von Heringen an der Universität zum Juristen. Nachdem er einige Zeit im Dienst des Herzogs von Sachsen-Eisenach als Hof- und Justizrat gestanden hatte, wechselte er im Jahre 1734 an den Dresdner Hof, wo er zunächst Akziserat und 1739 Obersteuereinnehmer und Kammerherr wurde. 1748 erhielt er den Titel eines Geheimen Rates und 1765 wurde er in der Nachfolge des verstorbenen Heinrich von Brühl Generalakzisedirektor des Kurfürstentums Sachsen. Als solcher wirkte er bis zu seinem Tod. Er starb im 77. Lebensjahr am 21. Juni 1773 vor dem Seetor in Dresden im Sahrischen Haus und wurde am 25. Juni 1773 auf dem Kirchhof zu St. Johannis beerdigt. Er besaß u. a. das Klostergut Ottenhausen.
Hans Heinrich von Heringen war seit 1726 verheiratet mit Eva Juliana Magdalena geborene von Meysenbug († 1773) aus Frielingen. Sie hinterließen keine Söhne, aber folgende Töchter und Enkel:
- Tochter Maria Sophia Juliana von Trümbach geborene von Heringen, verehelicht mit Philipp Rudolph von Trümbach
- Tochter Rahel Louise Caroline verwitwete von Hünerbein geborene von Heringen in Harkerode im Mansfelder Land
- Enkel: Christian Heinrich August von Uffel

Diese drei Kinder und Enkel erhielten gemeinsam die Güter von Hans Heinrich von Heringen und verwalteten diese bis 1787 gemeinschaftlich.